# Giovanni Battista Tibaldi
Giovanni Battista Tibaldi (* nach 1660 in Modena; † nach 1736 in Rom) war ein italienischer Komponist und Violinist.

## Leben

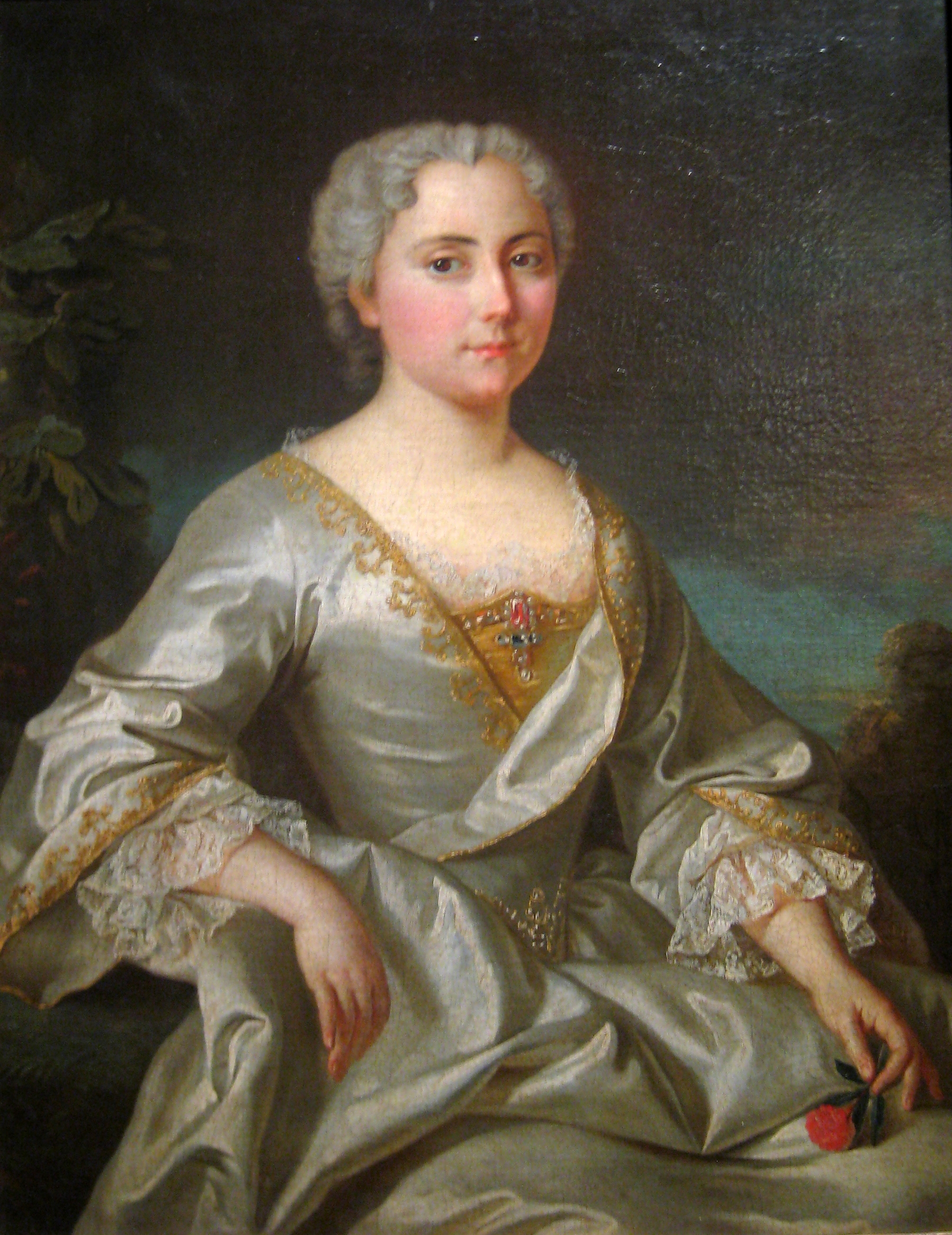
Seine Tochter Maria Felice Tibaldi, porträtiert von Pierre Subleyras

Giovanni Battista Tibaldi war möglicherweise ein Schüler Corellis. Von 1695 bis 1737 war er in den Diensten des Kardinals Ottoboni und hatte in der Zeit von 1700 bis 1710 ebenfalls beim Kardinal Benedetto Pamphili eine feste Anstellung. 1701 wurde er in den Dienst des Fürsten Urbano Barberini de Palestrina aufgenommen und zwischen 1708 und 1718 erhielt er einen festen Lohn als „cammeriere“ beim Fürsten Francesco Maria Marescotti Ruspoli. 
Tibaldi war Mitglied der Kongregation „Cecilia di S.“, ab September 1707 war er „guardiano degli strumentisti“ und 1726 „guardiano dei Maestri di cappella“. Er nahm an zahlreichen musikalischen Darbietungen im Rom seiner Zeit teil, so von 1708 bis 1718 an den jährlichen Feierlichkeiten der „Accademia del Disegno di Luca S.“
Unter einer von Pier Leone Ghezzi angefertigten Karikatur von 1720 steht Folgendes über ihn: „Tibaldi der Violinist, machte zu Corellis Zeit eine gute Figur, wird aber nicht mehr um Musik gebeten, da er auf altmodische Weise spielt“.
Die Malerin Maria Felice Tibaldi (1707–1770) (heiratete den Maler Pierre Subleyras) und Isabelle Antoinette Laure Tibaldi (1712–1773) (heiratete den Maler Pierre Charles Trémolières) waren seine Töchter.

## Werke
Die überlieferten Kompositionen orientieren sich an den Mustern Corellis. Überliefert sind zwei in Rom gedruckte Sammlungen von Triosonaten (op. 1, 1701, und op. 2, 1704); von diesen Werken gibt es einen 1720 von Walsh in London gefertigten Nachdruck. Eine Sinfonia Tibaldis erschien 1701, und ein Suario ò Capriccio di otto Battute a l’imitationo del Corelli wurde um 1717 von Roger in Amsterdam zusammen mit fünf Violinsonaten von Tomaso Albinoni (So 35–39) gedruckt. Die Abschrift eines Concertos für 2 Violinen und Streicher befindet sich in der Sammlung der SLUB Dresden. Weitere Sonaten Tibaldis erschienen in Sammelbänden mit Werken anderer italienischer Zeitgenossen, darunter Corelli und Antonio Vivaldi.